# Матч за звання чемпіона світу із шахів 1954
Матч за звання чемпіона світу з шахів був проведений у Москві з 15 березня по 11 травня 1954 року. Чинний чемпіон Михайло Ботвинник зіграв унічию 12 — 12 із претендентом Василем Смисловим, переможцем турніру претендентів 1953 року і, згідно з правилами ФІДЕ, захистив титул чемпіона світу.
|   | a | b | c | d | e | f | g | h |   |
| 8 | e8 чорний кінь · h8 чорний король · a6 білий пішак · d6 чорний слон · d5 білий пішак · e5 чорний пішак · b4 чорний пішак · e4 білий пішак · f4 чорний пішак · h4 білий слон · b3 білий пішак · f3 білий пішак · h2 білий пішак · g1 білий король | e8 чорний кінь · h8 чорний король · a6 білий пішак · d6 чорний слон · d5 білий пішак · e5 чорний пішак · b4 чорний пішак · e4 білий пішак · f4 чорний пішак · h4 білий слон · b3 білий пішак · f3 білий пішак · h2 білий пішак · g1 білий король | e8 чорний кінь · h8 чорний король · a6 білий пішак · d6 чорний слон · d5 білий пішак · e5 чорний пішак · b4 чорний пішак · e4 білий пішак · f4 чорний пішак · h4 білий слон · b3 білий пішак · f3 білий пішак · h2 білий пішак · g1 білий король | e8 чорний кінь · h8 чорний король · a6 білий пішак · d6 чорний слон · d5 білий пішак · e5 чорний пішак · b4 чорний пішак · e4 білий пішак · f4 чорний пішак · h4 білий слон · b3 білий пішак · f3 білий пішак · h2 білий пішак · g1 білий король | e8 чорний кінь · h8 чорний король · a6 білий пішак · d6 чорний слон · d5 білий пішак · e5 чорний пішак · b4 чорний пішак · e4 білий пішак · f4 чорний пішак · h4 білий слон · b3 білий пішак · f3 білий пішак · h2 білий пішак · g1 білий король | e8 чорний кінь · h8 чорний король · a6 білий пішак · d6 чорний слон · d5 білий пішак · e5 чорний пішак · b4 чорний пішак · e4 білий пішак · f4 чорний пішак · h4 білий слон · b3 білий пішак · f3 білий пішак · h2 білий пішак · g1 білий король | e8 чорний кінь · h8 чорний король · a6 білий пішак · d6 чорний слон · d5 білий пішак · e5 чорний пішак · b4 чорний пішак · e4 білий пішак · f4 чорний пішак · h4 білий слон · b3 білий пішак · f3 білий пішак · h2 білий пішак · g1 білий король | e8 чорний кінь · h8 чорний король · a6 білий пішак · d6 чорний слон · d5 білий пішак · e5 чорний пішак · b4 чорний пішак · e4 білий пішак · f4 чорний пішак · h4 білий слон · b3 білий пішак · f3 білий пішак · h2 білий пішак · g1 білий король | 8 |
| 7 | e8 чорний кінь · h8 чорний король · a6 білий пішак · d6 чорний слон · d5 білий пішак · e5 чорний пішак · b4 чорний пішак · e4 білий пішак · f4 чорний пішак · h4 білий слон · b3 білий пішак · f3 білий пішак · h2 білий пішак · g1 білий король | e8 чорний кінь · h8 чорний король · a6 білий пішак · d6 чорний слон · d5 білий пішак · e5 чорний пішак · b4 чорний пішак · e4 білий пішак · f4 чорний пішак · h4 білий слон · b3 білий пішак · f3 білий пішак · h2 білий пішак · g1 білий король | e8 чорний кінь · h8 чорний король · a6 білий пішак · d6 чорний слон · d5 білий пішак · e5 чорний пішак · b4 чорний пішак · e4 білий пішак · f4 чорний пішак · h4 білий слон · b3 білий пішак · f3 білий пішак · h2 білий пішак · g1 білий король | e8 чорний кінь · h8 чорний король · a6 білий пішак · d6 чорний слон · d5 білий пішак · e5 чорний пішак · b4 чорний пішак · e4 білий пішак · f4 чорний пішак · h4 білий слон · b3 білий пішак · f3 білий пішак · h2 білий пішак · g1 білий король | e8 чорний кінь · h8 чорний король · a6 білий пішак · d6 чорний слон · d5 білий пішак · e5 чорний пішак · b4 чорний пішак · e4 білий пішак · f4 чорний пішак · h4 білий слон · b3 білий пішак · f3 білий пішак · h2 білий пішак · g1 білий король | e8 чорний кінь · h8 чорний король · a6 білий пішак · d6 чорний слон · d5 білий пішак · e5 чорний пішак · b4 чорний пішак · e4 білий пішак · f4 чорний пішак · h4 білий слон · b3 білий пішак · f3 білий пішак · h2 білий пішак · g1 білий король | e8 чорний кінь · h8 чорний король · a6 білий пішак · d6 чорний слон · d5 білий пішак · e5 чорний пішак · b4 чорний пішак · e4 білий пішак · f4 чорний пішак · h4 білий слон · b3 білий пішак · f3 білий пішак · h2 білий пішак · g1 білий король | e8 чорний кінь · h8 чорний король · a6 білий пішак · d6 чорний слон · d5 білий пішак · e5 чорний пішак · b4 чорний пішак · e4 білий пішак · f4 чорний пішак · h4 білий слон · b3 білий пішак · f3 білий пішак · h2 білий пішак · g1 білий король | 7 |
| 6 | e8 чорний кінь · h8 чорний король · a6 білий пішак · d6 чорний слон · d5 білий пішак · e5 чорний пішак · b4 чорний пішак · e4 білий пішак · f4 чорний пішак · h4 білий слон · b3 білий пішак · f3 білий пішак · h2 білий пішак · g1 білий король | e8 чорний кінь · h8 чорний король · a6 білий пішак · d6 чорний слон · d5 білий пішак · e5 чорний пішак · b4 чорний пішак · e4 білий пішак · f4 чорний пішак · h4 білий слон · b3 білий пішак · f3 білий пішак · h2 білий пішак · g1 білий король | e8 чорний кінь · h8 чорний король · a6 білий пішак · d6 чорний слон · d5 білий пішак · e5 чорний пішак · b4 чорний пішак · e4 білий пішак · f4 чорний пішак · h4 білий слон · b3 білий пішак · f3 білий пішак · h2 білий пішак · g1 білий король | e8 чорний кінь · h8 чорний король · a6 білий пішак · d6 чорний слон · d5 білий пішак · e5 чорний пішак · b4 чорний пішак · e4 білий пішак · f4 чорний пішак · h4 білий слон · b3 білий пішак · f3 білий пішак · h2 білий пішак · g1 білий король | e8 чорний кінь · h8 чорний король · a6 білий пішак · d6 чорний слон · d5 білий пішак · e5 чорний пішак · b4 чорний пішак · e4 білий пішак · f4 чорний пішак · h4 білий слон · b3 білий пішак · f3 білий пішак · h2 білий пішак · g1 білий король | e8 чорний кінь · h8 чорний король · a6 білий пішак · d6 чорний слон · d5 білий пішак · e5 чорний пішак · b4 чорний пішак · e4 білий пішак · f4 чорний пішак · h4 білий слон · b3 білий пішак · f3 білий пішак · h2 білий пішак · g1 білий король | e8 чорний кінь · h8 чорний король · a6 білий пішак · d6 чорний слон · d5 білий пішак · e5 чорний пішак · b4 чорний пішак · e4 білий пішак · f4 чорний пішак · h4 білий слон · b3 білий пішак · f3 білий пішак · h2 білий пішак · g1 білий король | e8 чорний кінь · h8 чорний король · a6 білий пішак · d6 чорний слон · d5 білий пішак · e5 чорний пішак · b4 чорний пішак · e4 білий пішак · f4 чорний пішак · h4 білий слон · b3 білий пішак · f3 білий пішак · h2 білий пішак · g1 білий король | 6 |
| 5 | e8 чорний кінь · h8 чорний король · a6 білий пішак · d6 чорний слон · d5 білий пішак · e5 чорний пішак · b4 чорний пішак · e4 білий пішак · f4 чорний пішак · h4 білий слон · b3 білий пішак · f3 білий пішак · h2 білий пішак · g1 білий король | e8 чорний кінь · h8 чорний король · a6 білий пішак · d6 чорний слон · d5 білий пішак · e5 чорний пішак · b4 чорний пішак · e4 білий пішак · f4 чорний пішак · h4 білий слон · b3 білий пішак · f3 білий пішак · h2 білий пішак · g1 білий король | e8 чорний кінь · h8 чорний король · a6 білий пішак · d6 чорний слон · d5 білий пішак · e5 чорний пішак · b4 чорний пішак · e4 білий пішак · f4 чорний пішак · h4 білий слон · b3 білий пішак · f3 білий пішак · h2 білий пішак · g1 білий король | e8 чорний кінь · h8 чорний король · a6 білий пішак · d6 чорний слон · d5 білий пішак · e5 чорний пішак · b4 чорний пішак · e4 білий пішак · f4 чорний пішак · h4 білий слон · b3 білий пішак · f3 білий пішак · h2 білий пішак · g1 білий король | e8 чорний кінь · h8 чорний король · a6 білий пішак · d6 чорний слон · d5 білий пішак · e5 чорний пішак · b4 чорний пішак · e4 білий пішак · f4 чорний пішак · h4 білий слон · b3 білий пішак · f3 білий пішак · h2 білий пішак · g1 білий король | e8 чорний кінь · h8 чорний король · a6 білий пішак · d6 чорний слон · d5 білий пішак · e5 чорний пішак · b4 чорний пішак · e4 білий пішак · f4 чорний пішак · h4 білий слон · b3 білий пішак · f3 білий пішак · h2 білий пішак · g1 білий король | e8 чорний кінь · h8 чорний король · a6 білий пішак · d6 чорний слон · d5 білий пішак · e5 чорний пішак · b4 чорний пішак · e4 білий пішак · f4 чорний пішак · h4 білий слон · b3 білий пішак · f3 білий пішак · h2 білий пішак · g1 білий король | e8 чорний кінь · h8 чорний король · a6 білий пішак · d6 чорний слон · d5 білий пішак · e5 чорний пішак · b4 чорний пішак · e4 білий пішак · f4 чорний пішак · h4 білий слон · b3 білий пішак · f3 білий пішак · h2 білий пішак · g1 білий король | 5 |
| 4 | e8 чорний кінь · h8 чорний король · a6 білий пішак · d6 чорний слон · d5 білий пішак · e5 чорний пішак · b4 чорний пішак · e4 білий пішак · f4 чорний пішак · h4 білий слон · b3 білий пішак · f3 білий пішак · h2 білий пішак · g1 білий король | e8 чорний кінь · h8 чорний король · a6 білий пішак · d6 чорний слон · d5 білий пішак · e5 чорний пішак · b4 чорний пішак · e4 білий пішак · f4 чорний пішак · h4 білий слон · b3 білий пішак · f3 білий пішак · h2 білий пішак · g1 білий король | e8 чорний кінь · h8 чорний король · a6 білий пішак · d6 чорний слон · d5 білий пішак · e5 чорний пішак · b4 чорний пішак · e4 білий пішак · f4 чорний пішак · h4 білий слон · b3 білий пішак · f3 білий пішак · h2 білий пішак · g1 білий король | e8 чорний кінь · h8 чорний король · a6 білий пішак · d6 чорний слон · d5 білий пішак · e5 чорний пішак · b4 чорний пішак · e4 білий пішак · f4 чорний пішак · h4 білий слон · b3 білий пішак · f3 білий пішак · h2 білий пішак · g1 білий король | e8 чорний кінь · h8 чорний король · a6 білий пішак · d6 чорний слон · d5 білий пішак · e5 чорний пішак · b4 чорний пішак · e4 білий пішак · f4 чорний пішак · h4 білий слон · b3 білий пішак · f3 білий пішак · h2 білий пішак · g1 білий король | e8 чорний кінь · h8 чорний король · a6 білий пішак · d6 чорний слон · d5 білий пішак · e5 чорний пішак · b4 чорний пішак · e4 білий пішак · f4 чорний пішак · h4 білий слон · b3 білий пішак · f3 білий пішак · h2 білий пішак · g1 білий король | e8 чорний кінь · h8 чорний король · a6 білий пішак · d6 чорний слон · d5 білий пішак · e5 чорний пішак · b4 чорний пішак · e4 білий пішак · f4 чорний пішак · h4 білий слон · b3 білий пішак · f3 білий пішак · h2 білий пішак · g1 білий король | e8 чорний кінь · h8 чорний король · a6 білий пішак · d6 чорний слон · d5 білий пішак · e5 чорний пішак · b4 чорний пішак · e4 білий пішак · f4 чорний пішак · h4 білий слон · b3 білий пішак · f3 білий пішак · h2 білий пішак · g1 білий король | 4 |
| 3 | e8 чорний кінь · h8 чорний король · a6 білий пішак · d6 чорний слон · d5 білий пішак · e5 чорний пішак · b4 чорний пішак · e4 білий пішак · f4 чорний пішак · h4 білий слон · b3 білий пішак · f3 білий пішак · h2 білий пішак · g1 білий король | e8 чорний кінь · h8 чорний король · a6 білий пішак · d6 чорний слон · d5 білий пішак · e5 чорний пішак · b4 чорний пішак · e4 білий пішак · f4 чорний пішак · h4 білий слон · b3 білий пішак · f3 білий пішак · h2 білий пішак · g1 білий король | e8 чорний кінь · h8 чорний король · a6 білий пішак · d6 чорний слон · d5 білий пішак · e5 чорний пішак · b4 чорний пішак · e4 білий пішак · f4 чорний пішак · h4 білий слон · b3 білий пішак · f3 білий пішак · h2 білий пішак · g1 білий король | e8 чорний кінь · h8 чорний король · a6 білий пішак · d6 чорний слон · d5 білий пішак · e5 чорний пішак · b4 чорний пішак · e4 білий пішак · f4 чорний пішак · h4 білий слон · b3 білий пішак · f3 білий пішак · h2 білий пішак · g1 білий король | e8 чорний кінь · h8 чорний король · a6 білий пішак · d6 чорний слон · d5 білий пішак · e5 чорний пішак · b4 чорний пішак · e4 білий пішак · f4 чорний пішак · h4 білий слон · b3 білий пішак · f3 білий пішак · h2 білий пішак · g1 білий король | e8 чорний кінь · h8 чорний король · a6 білий пішак · d6 чорний слон · d5 білий пішак · e5 чорний пішак · b4 чорний пішак · e4 білий пішак · f4 чорний пішак · h4 білий слон · b3 білий пішак · f3 білий пішак · h2 білий пішак · g1 білий король | e8 чорний кінь · h8 чорний король · a6 білий пішак · d6 чорний слон · d5 білий пішак · e5 чорний пішак · b4 чорний пішак · e4 білий пішак · f4 чорний пішак · h4 білий слон · b3 білий пішак · f3 білий пішак · h2 білий пішак · g1 білий король | e8 чорний кінь · h8 чорний король · a6 білий пішак · d6 чорний слон · d5 білий пішак · e5 чорний пішак · b4 чорний пішак · e4 білий пішак · f4 чорний пішак · h4 білий слон · b3 білий пішак · f3 білий пішак · h2 білий пішак · g1 білий король | 3 |
| 2 | e8 чорний кінь · h8 чорний король · a6 білий пішак · d6 чорний слон · d5 білий пішак · e5 чорний пішак · b4 чорний пішак · e4 білий пішак · f4 чорний пішак · h4 білий слон · b3 білий пішак · f3 білий пішак · h2 білий пішак · g1 білий король | e8 чорний кінь · h8 чорний король · a6 білий пішак · d6 чорний слон · d5 білий пішак · e5 чорний пішак · b4 чорний пішак · e4 білий пішак · f4 чорний пішак · h4 білий слон · b3 білий пішак · f3 білий пішак · h2 білий пішак · g1 білий король | e8 чорний кінь · h8 чорний король · a6 білий пішак · d6 чорний слон · d5 білий пішак · e5 чорний пішак · b4 чорний пішак · e4 білий пішак · f4 чорний пішак · h4 білий слон · b3 білий пішак · f3 білий пішак · h2 білий пішак · g1 білий король | e8 чорний кінь · h8 чорний король · a6 білий пішак · d6 чорний слон · d5 білий пішак · e5 чорний пішак · b4 чорний пішак · e4 білий пішак · f4 чорний пішак · h4 білий слон · b3 білий пішак · f3 білий пішак · h2 білий пішак · g1 білий король | e8 чорний кінь · h8 чорний король · a6 білий пішак · d6 чорний слон · d5 білий пішак · e5 чорний пішак · b4 чорний пішак · e4 білий пішак · f4 чорний пішак · h4 білий слон · b3 білий пішак · f3 білий пішак · h2 білий пішак · g1 білий король | e8 чорний кінь · h8 чорний король · a6 білий пішак · d6 чорний слон · d5 білий пішак · e5 чорний пішак · b4 чорний пішак · e4 білий пішак · f4 чорний пішак · h4 білий слон · b3 білий пішак · f3 білий пішак · h2 білий пішак · g1 білий король | e8 чорний кінь · h8 чорний король · a6 білий пішак · d6 чорний слон · d5 білий пішак · e5 чорний пішак · b4 чорний пішак · e4 білий пішак · f4 чорний пішак · h4 білий слон · b3 білий пішак · f3 білий пішак · h2 білий пішак · g1 білий король | e8 чорний кінь · h8 чорний король · a6 білий пішак · d6 чорний слон · d5 білий пішак · e5 чорний пішак · b4 чорний пішак · e4 білий пішак · f4 чорний пішак · h4 білий слон · b3 білий пішак · f3 білий пішак · h2 білий пішак · g1 білий король | 2 |
| 1 | e8 чорний кінь · h8 чорний король · a6 білий пішак · d6 чорний слон · d5 білий пішак · e5 чорний пішак · b4 чорний пішак · e4 білий пішак · f4 чорний пішак · h4 білий слон · b3 білий пішак · f3 білий пішак · h2 білий пішак · g1 білий король | e8 чорний кінь · h8 чорний король · a6 білий пішак · d6 чорний слон · d5 білий пішак · e5 чорний пішак · b4 чорний пішак · e4 білий пішак · f4 чорний пішак · h4 білий слон · b3 білий пішак · f3 білий пішак · h2 білий пішак · g1 білий король | e8 чорний кінь · h8 чорний король · a6 білий пішак · d6 чорний слон · d5 білий пішак · e5 чорний пішак · b4 чорний пішак · e4 білий пішак · f4 чорний пішак · h4 білий слон · b3 білий пішак · f3 білий пішак · h2 білий пішак · g1 білий король | e8 чорний кінь · h8 чорний король · a6 білий пішак · d6 чорний слон · d5 білий пішак · e5 чорний пішак · b4 чорний пішак · e4 білий пішак · f4 чорний пішак · h4 білий слон · b3 білий пішак · f3 білий пішак · h2 білий пішак · g1 білий король | e8 чорний кінь · h8 чорний король · a6 білий пішак · d6 чорний слон · d5 білий пішак · e5 чорний пішак · b4 чорний пішак · e4 білий пішак · f4 чорний пішак · h4 білий слон · b3 білий пішак · f3 білий пішак · h2 білий пішак · g1 білий король | e8 чорний кінь · h8 чорний король · a6 білий пішак · d6 чорний слон · d5 білий пішак · e5 чорний пішак · b4 чорний пішак · e4 білий пішак · f4 чорний пішак · h4 білий слон · b3 білий пішак · f3 білий пішак · h2 білий пішак · g1 білий король | e8 чорний кінь · h8 чорний король · a6 білий пішак · d6 чорний слон · d5 білий пішак · e5 чорний пішак · b4 чорний пішак · e4 білий пішак · f4 чорний пішак · h4 білий слон · b3 білий пішак · f3 білий пішак · h2 білий пішак · g1 білий король | e8 чорний кінь · h8 чорний король · a6 білий пішак · d6 чорний слон · d5 білий пішак · e5 чорний пішак · b4 чорний пішак · e4 білий пішак · f4 чорний пішак · h4 білий слон · b3 білий пішак · f3 білий пішак · h2 білий пішак · g1 білий король | 1 |
|   | a | b | c | d | e | f | g | h |   |

## Результати
|                          | 1 | 2 | 3 | 4 | 5 | 6 | 7 | 8 | 9 | 10 | 11 | 12 | 13 | 14 | 15 | 16 | 17 | 18 | 19 | 20 | 21 | 22 | 23 | 24 | Очки |
| ------------------------ | - | - | - | - | - | - | - | - | - | -- | -- | -- | -- | -- | -- | -- | -- | -- | -- | -- | -- | -- | -- | -- | ---- |
| Василь Смислов (СРСР)    | 0 | 0 | ½ | 0 | ½ | ½ | 1 | ½ | 1 | 1  | 1  | 0  | 0  | 1  | 0  | 0  | ½  | ½  | ½  | 1  | ½  | ½  | 1  | ½  | 12   |
| Михайло Ботвинник (СРСР) | 1 | 1 | ½ | 1 | ½ | ½ | 0 | ½ | 0 | 0  | 0  | 1  | 1  | 0  | 1  | 1  | ½  | ½  | ½  | 0  | ½  | ½  | 0  | ½  | 12   |